# Gustav Reißmann
Gustav Reißmann (vollständiger Name Karl Gustav Reißmann) (* 17. März 1887 in Neustadt bei Coburg; † 22. Januar 1954 ebenda) war ein deutscher Bildhauer.

## Leben
Seine Eltern waren der Bossierer Carl Moritz Reißmann und Maria Ernestine geb. Dorn. Nach der Volksschule besuchte Reißmann die Industrie- und Gewerbeschule in Neustadt. Ostern 1905 ging er mit Edmund Moeller gemeinsam nach Dresden, wo er drei Jahre lang die Kunstgewerbeschule besuchte, bis er 1908 in die Akademie der Bildenden Künste aufgenommen wurde. Seit Ostern 1909 studierte er dort im Atelier von Georg Wrba. Das Studium wurde gegen Ende 1913 durch die Einberufung zum Militärdienst unterbrochen. Als Folge des Ersten Weltkriegs, aus dem er als Leutnant zurückkehrte, musste er zunächst ein Lungenleiden auskurieren, bevor er sich in Dresden ein eigenes Atelier einrichten konnte. Hier arbeitete er dann künstlerisch wie wirtschaftlich erfolgreich, bis er am 13. Februar 1945 durch die Luftangriffe auf Dresden seine gesamte Habe verlor und mittellos in seine Heimatstadt zurückkehrte. In Neustadt schuf er vor allem Figuren für die heimische Spielwarenindustrie sowie Kleinplastiken und Reliefs.

## Ehrung
- Silberne und Goldene Staatsmedaille, verliehen durch die Akademie der Bildenden Künste

## Werke
- Plastik Windspiel 1908.

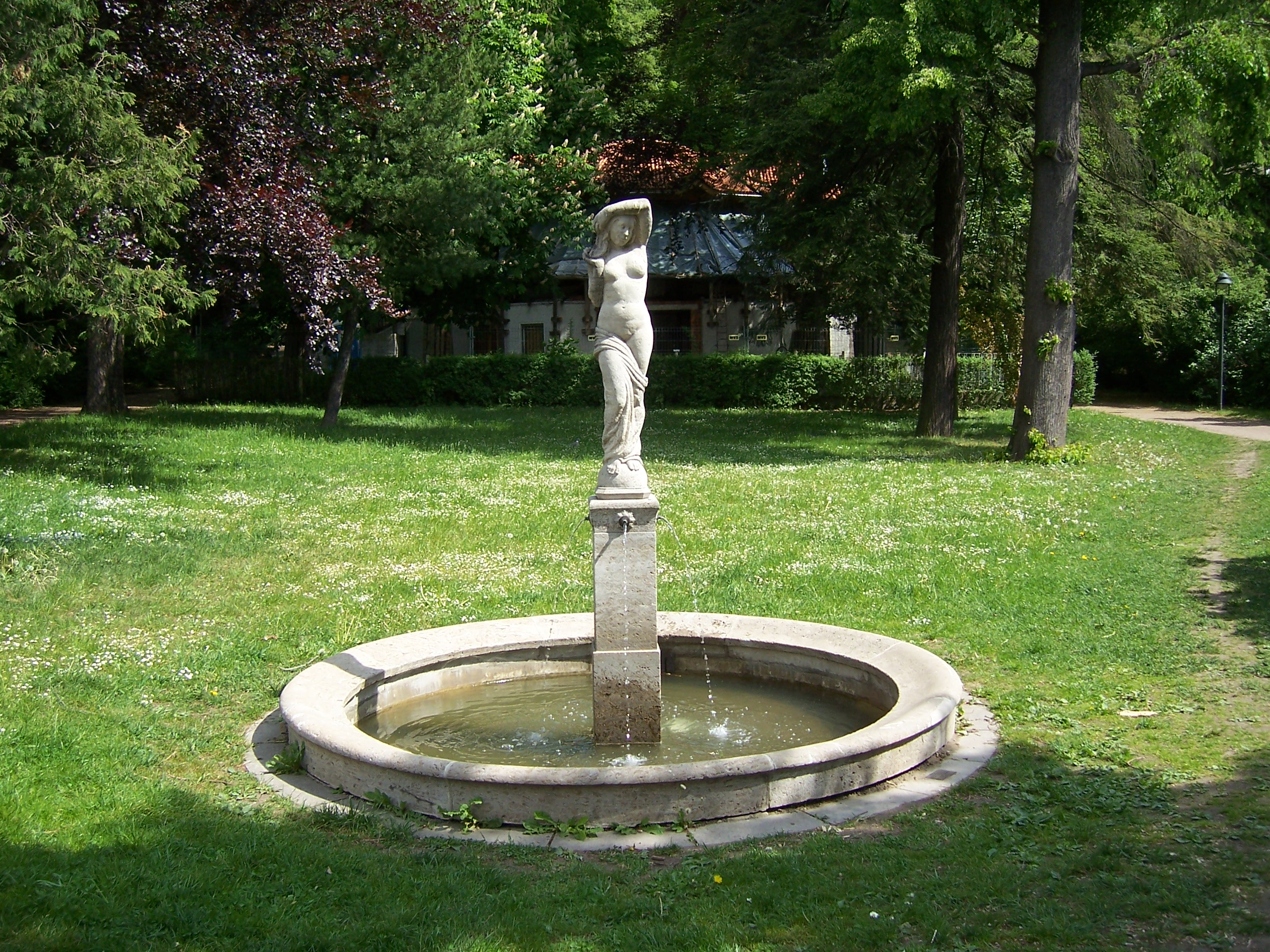
Rekonstruierter Hygieia-Brunnen im Rathauspark auf dem Weißen Hirsch in Dresden

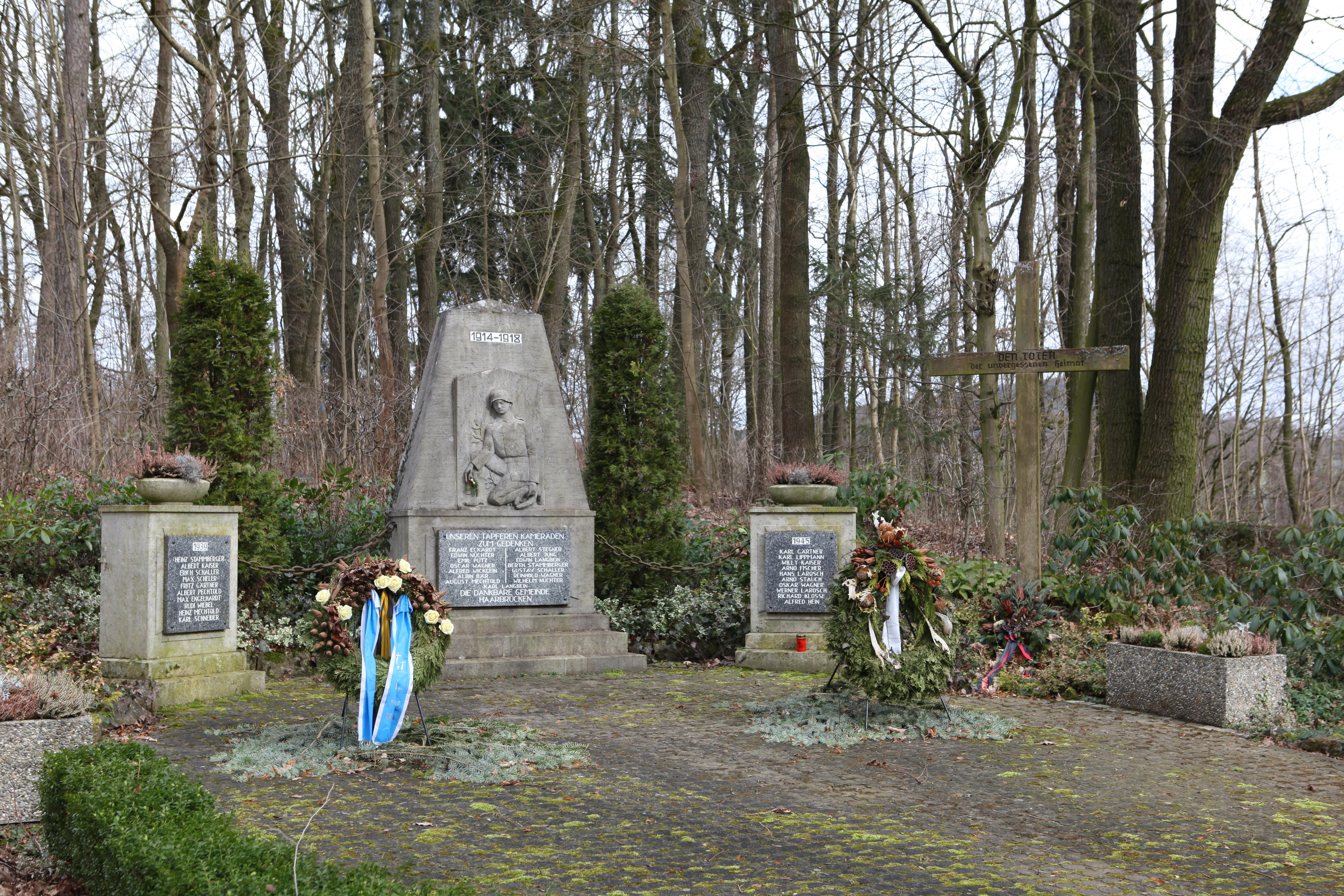
Kriegerdenkmal in Haarbrücken

- Relief am Giebel des Hotels Europäischer Hof, Dresden (Prager Straße 39 Ecke Sidonienstraße), 1908.
- 1909: Bronzestatue Hirsch für das Lahmann-Sanatorium, Dresden
- Plastik Maurer, Krieger-Gedächtnis-Siedlung, Neustadt bei Coburg
- Vier Jahreszeiten, Figurengruppe im Park von Bad Gottleuba
- vier Landwirtschaftsgruppen für das Herrenhaus Großenhain
- Zierbrunnen im Kurpark Weißer Hirsch, Dresden, 1928.[3] 1996 konnte die gesamte Brunnenanlage restauriert und mit einer Kopie der Hygieia-Figur des Bildhauers Friedemann Klos komplettiert werden
- Löwenbrunnen mit Pferdetränke in Sayda
- Erinnerungsmal für die Opfer des Hochwasser im Osterzgebirge 1927 in Berggießhübel bei Pirna
- Körnerrelief am Königsufer, Dresden
- Kriegerdenkmal 1914–18 für Neustadt bei Coburg 1930 (1946 abgebrochen)
- Entwurf zum neuen Ehrenmal für Neustadt 1953 (Fertigstellung durch Wilhelm Neuhäuser)
- Kriegerdenkmal 1914–18 in Haarbrücken (Stadtteil der Stadt Neustadt bei Coburg)
- 1938: Sandsteinrelief Lützower Jäger am Körnerweg in Dresden
- Deutsche Dogge (Bronze; ausgestellt 1943 auf der Großen Deutschen Kunstausstellung)[4]